# Biserica Sfântul Dimitrie Izvorâtorul de Mir - Bragadiru
Biserica „Sfântul Dimitrie Izvorâtorul de Mir” este un lăcaș de cult ortodox, cu hramurile Sf. M. Mc. Dimitrie și Sf. M. Mc. Gheorghe, situat în Bragadiru, județul Ilfov. Biserica adăpostește părticele din moaștele celor doi martiri, ale Sf. Mucenici din Sinai și Rait și veșminte ale Sf. Dimitrie cel Nou, ale Sf. Cv. Parascheva și ale Sf. Ioan-Iacob Hozevitul.

## Istoric

Dumitru Marinescu-Bragadiru - ctitorul

Înaintea bisericii actuale, a existat o altă biserică, situată în curtea fabricii de spirt. De la aceasta s-a păstrat numai pisania, care menționează: 
„Zidită în anul 1851 de către vornicul Alexandru Scarlat Ghica, mitropolit al Ungrovalahiei fiind  Nifon.”
Biserica actuală este ctitoria familiei Marinescu-Bragadiru, fiind construită între anii 1897 și 1899. Sfințirea a avut loc în ziua de 26 octombrie 1899, de sărbătoarea Sf. Dimitrie.
Casa parohială a fost construită în anul 1932 și vechea clopotniță în anul 1934. Un vrednic slujitor a fost Ilie Ionescu-Sachelarie (†1928), care a fost preot încă din vremea zidirii lăcașului de cult.
„ Acestei sfinte biserici i s-a pus temelia în luna august 1897 și s-a sfințit în ziua de 26 octombrie 1899 în zilele IPS Mitropolit Iosif Gheorghian cu odoarele date de dl. Dumitru Marinescu Bragadiru cu întreaga familie, primarul Hristea Drumea cu întregul consiliu comunal, epitropi Dumitru Movilă și Niță C. Andreescu, preotul Ilie Ionescu-Sachelarie.”

## Lucrări de reînnoire
Prima restaurare a bisericii a avut loc în anul 1928, fapt menționat în pisania mică, în care este scris:
„S-a reparat această biserică în anul 1928 de domnii D. M.-Bragadiru, doctorul G. Ghiorghian, G. Mironescu și locuitorii Comunei Bragadiru, prin stăruința preoților Tache Simionescu și Alecu Pastramă.”
Între anii 1972-1974, biserica a fost renovată prin grija părintelui Petre Tecucianu și sfințirea a fost săvârșită de  P.S. Roman Ialomițeanul. Pe data de 1 noiembrie 1989, a venit Pr. Cheran Gheorghe, care a fost numit paroh în 1992. Pe data de 6 august 1993 a venit preot coslujitor David Florin. Între anii 1992-1994 s-au desfășurat lucrări de consolidare și în 1997 s-a restaurat pictura interioară de către Marin Bonea. Între anii 2003-2004 s-a construit clopotnița bisericii, s-a refăcut pictura exterioară, s-a schinbat acoperișul de tablă, s-a introdus încălzire centrală și s-a amenajat curtea. Slujba de sfințire a fost săvârșită de P.S. Ambrozie Sinaitul.

## Descriere

Icoană a Sf. Dimitrie - Anton Serafim

Biserica din Bragadiru este construită în formă de Cruce, fiind prevăzută cu două turle, una mai mare la Pantocrator și alta mai mică la intrare, care a servit drept clopotniță, până în anul 1934. Zidul este de cărămidă, iar acoperișul din tablă. Înăuntru pardoseala este din ciment mozaicat, turnat. Pictura și catapeteasma sunt opera pictorului Anton Serafim, tatăl lui Dimitrie Serafim.
Suprafața construcției, la temelie, este de circa 240 m2, înălțimea zidului exterior este de 8 m, lungimea de la intrare până la partea de răsărit - a Sf. Altar este de 28 m, perimetrul este de 72 m, lățimea în naos este de 8 m, iar între cele două strane de 12 m.

## Galerie

Vedere de ansamblu
Intrare
Agheasmatar
Interior
Icoană împărătească
Ierusalimitissa
Sf. Masă